# Degarelix
Degarelix (INN), merknaam: Firmagon®, is een hormonale injectietherapie toegepast bij de behandeling van prostaatkanker. Gedurende de ontwikkelingsfase stond het bekend als FE200486. Degarelix behoort tot de klasse van de GnRH-antagonisten.
FIRMAGON is een poeder voor injectie dat degarelix, als het acetaat, bevat en mannitol. Degarelix is een synthetisch decapeptide amide dat zeven niet-natuurlijke aminozuren bevat, waarvan vijf D-aminozuren.
Degarelix werd ontwikkeld door Ferring B.V. en is geregistreerd door de FDA en de EMA voor de behandeling van patiënten met hormoonafhankelijke prostaatkanker in een vergevorderd stadium.

## Werkingsmechanisme
Degarelix veroorzaakt een snelle daling van testosteronwaarden in het bloed. Dit wordt bereikt doordat degarelix de werking van het natuurlijk luteïniserend hormoon-'releasing' hormoon GnRH blokkeert. Het is een GnRH-antagonist. Hierdoor ontstaat een snelle daling van het luteïniserend hormoon (LH), wat op zijn beurt zorgt voor een snelle onderdrukking van testosteron.
Testosteron is een mannelijk hormoon dat de groei stimuleert van veel prostaattumoren. Om deze reden is het verlagen van het testosteron tot zeer lage (castratie) waarden, vaak het behandeldoel bij mannen met gevorderde prostaatkanker.
Het gevolg van de zeer lage testosteron waarden is een vermindering van de omvang van de tumor(en) en remming van de groei van prostaatkanker. Dit effect wordt gemeten als een daling van de prostaatspecifiek antigeen (PSA) waarden in het bloed van de patiënt. Het meten van PSA waarden is dus een manier om te volgen hoe patiënten met prostaatkanker reageren op een behandeling.
Het is bij GnRH-antagonisten en zoals degarelix, niet nodig om bij aanvang van de behandeling preventief een antiandrogeen te gebruiken, wat wel noodzakelijk is bij GnRH-agonisten.

## Klinische effectiviteit
In een fase III studie bij patiënten met prostaatkanker werden, gedurende 12 maanden, twee verschillende degarelix, een GnRH-antagonist, doseringen vergeleken met de Gonadoreline (GnRH)-agonist leuproreline.
Beide degarelix-doseringen waren minstens net zo effectief als leuproreline in het onderdrukken van testosteron tot castratiewaarden (≤0,5 ng/mL) van dag 28 tot het einde van de studie (dag 364). De testosteronwaarden werden volgens verwachting significant sneller onderdrukt met degarelix dan met leuproreline, waarbij met degarelix castratiewaarden werden bereikt vanaf dag 3 van de behandeling. Dit werd vanzelfsprekend niet gezien in de leuproreline groep. Er werden geen testosteron stijgingen waargenomen met degarelix aan het begin van de behandeling. Dit treedt natuurlijk wel op bij 81% van de patiënten die leuproreline kregen.
Met degarelix werd dan ook sneller verlaging van het PSA bereikt dan met leuproreline. Op basis van deze studie werd de startdosering vastgesteld op 240 mg en de onderhoudsdosering op 80 mg. Degarelix wordt in deze dosis maandelijks toegediend als onderhuidse injectie.
Een verlenging van bovenstaande studie heeft laten zien dat met degarelix het testosteron en PSA voor een periode van ten minste 3 jaar onderdrukt wordt. De resultaten suggereren volgens de Europese richtlijn voor prostaatkanker ook dat een behandeling met degarelix voor een langere controle van de prostaatkanker (PSA progressie-vrije overleving) kan zorgen dan leuproreline.
Het Farmacotherapeutisch Kompas spreekt op basis van de langere ervaring met die klasse, een voorkeur uit voor de GnRH-agonisten:
Het CFH-rapport uit 2009 vindt de antagonist gelijkwaardig aan de agonisten en plaatst Degarelix op GVS-bijlage 1A.

## Bijwerkingen
Net als met alle hormonale therapieën, kunnen bij het gebruik van degarelix bijwerkingen voorkomen die het gevolg zijn van het onderdrukken van het testosteron zoals opvliegers en gewichtstoename. Door de wijze van toediening (subcutane injectie) kunnen met degarelix ook injectieplaatsreacties voorkomen, zoals pijn op de plaats van injectie, erytheem, of opzwelling. Deze zijn doorgaans mild tot matig van aard en komen voornamelijk voor na de eerste dosering.

## Interacties
Langetermijnbehandeling met androgeendeprivatie kan een verlenging van het QT-interval tot gevolg
hebben.Grote voorzichtigheid is daarom geboden bij de combinatie met geneesmiddelen die zelf ook het QTc-interval verlengen wegens dodelijke hartafwijkingen door deze combinatietherapie. Voorbeelden zijn o.a. kinidine, en sotalol.